# Margaret E. Mahoney
Margaret Ellerbe Mahoney (* 24. Oktober 1924 in Nashville, Tennessee; † 22. Dezember 2011 in New York City, New York) war eine Managerin verschiedener gemeinnütziger Organisationen, insbesondere im Gesundheitswesen.

## Leben und Wirken
Mahoney erwarb 1946 einen Bachelor in Internationale Beziehungen als Studienabschluss der Vanderbilt University. Ihr Studium war von einem kurzen Militärdienst für das United States Army Signal Corps unterbrochen.
Mahoney arbeitete zunächst als Sekretärin für das Büro des United States Department of State für Beziehungen zur UNESCO, wo sie schließlich bis zur Leiterin eines Programms für kulturelle Angelegenheiten aufstieg. Hier initiierte oder organisierte sie Einrichtungen wie das International Theatre Institute, die International Association of the Plastic Arts und das International Music Council. 1953 wechselte sie an die Carnegie Corporation of New York, eine der größten philanthropischen Stiftungen der USA, wo sie sich zunächst mit der Einwerbungen von Zustiftungen für kulturelle Zwecke, später für Zwecke der Gesundheitsförderung befasste. 1972 nahm sie die Stellung der Vizepräsidentin der Robert Wood Johnson Foundation (Johnson & Johnson) an. Von 1975 bis 1979 unterrichtete sie zusätzlich im Programm für Wissenschaft und Human Affairs an der Princeton University.
Mahoney war von 1980 bis 1995 Präsidentin des Commonwealth Fund, einer großen amerikanischen Stiftung auf dem Gebiet der Gesundheitsversorgung. Hier konnte sie wegweisende Programme zur Verbesserung der Gesundheitsversorgung von Frauen oder alleinstehenden Älteren und zur Verbesserung akademischer Krankenhäuser etablieren. Besondere Nachwirkungen hatten ihre Programme zur Ausbildung von Medizinern für Führungsaufgaben in Politik, Verwaltung und Gesundheitsinstitutionen, und zur Verbesserung der Patientenzentrierung in der Gesundheitsversorgung.
Mahoney war nach ihrer Tätigkeit für den Coomonwealth Fund Präsidentin von MEM Associates, einer New Yorker Non-Profit-Beraterfirma mit dem Ziel der Verbesserung von Gesundheit und Wohlbefinden der Amerikaner. Deren bekannteste Initiative war das Healthy Steps for Young Children Program zur Verbesserung der Gesundheitsversorgung von Kindern bis zum dritten Lebensjahr.
Seit 1985 war Mahoney Fellow der American Association for the Advancement of Science. 1988 wurde sie in die American Academy of Arts and Sciences gewählt, 1993 in die American Philosophical Society. Außerdem war sie Mitglied des Institute of Medicine (heute National Academy of Medicine), zu dessen Gründung sie beitrug und hielt zahlreiche Ehrendoktorate von Colleges und Universitäten, darunter das Smith College, das Williams College, die Brandeis University und das Medical College of Pennsylvania (zur Drexel University).
Spender von mehr als 1000 US-Dollar an die CDC Foundation (Stiftung zugunsten der Arbeit des Centers for Disease Control and Prevention, CDC) werden Mitglied der Margaret Ellerbe Mahoney Society. An der New York Academy of Medicine (NYAM) gibt es eine Margaret E. Mahoney Fellowship für Gesundheitsmanagement. Ende der 1990er Jahre vergab die NYAM anlässlich von Symposien Margaret Mahoney zu Ehren mehrmals einen Margaret E. Mahoney Award für herausragende Leistungen für die Gesundheitsversorgung.